# Рік Демонт
Рік Демонт (англ. Rick DeMont, 21 квітня 1956) — американський плавець.
Учасник Олімпійських Ігор 1972 року.
Чемпіон світу з водних видів спорту 1973 року.
Переможець Панамериканських ігор 1975 року.